# باتاداندوولا
باتاداندوولا (به لاتین: Batadanduwela) یک منطقهٔ مسکونی در سری‌لانکا است که در استان مرکزی (سری‌لانکا) واقع شده‌است.